# Paphiopedilum wenshanense
Paphiopedilum wenshanense är en orkidéart som beskrevs av Zhong Jian Liu och J.Yong Zhang. Paphiopedilum wenshanense ingår i släktet Paphiopedilum och familjen orkidéer. Inga underarter finns listade i Catalogue of Life.

## Bildgalleri

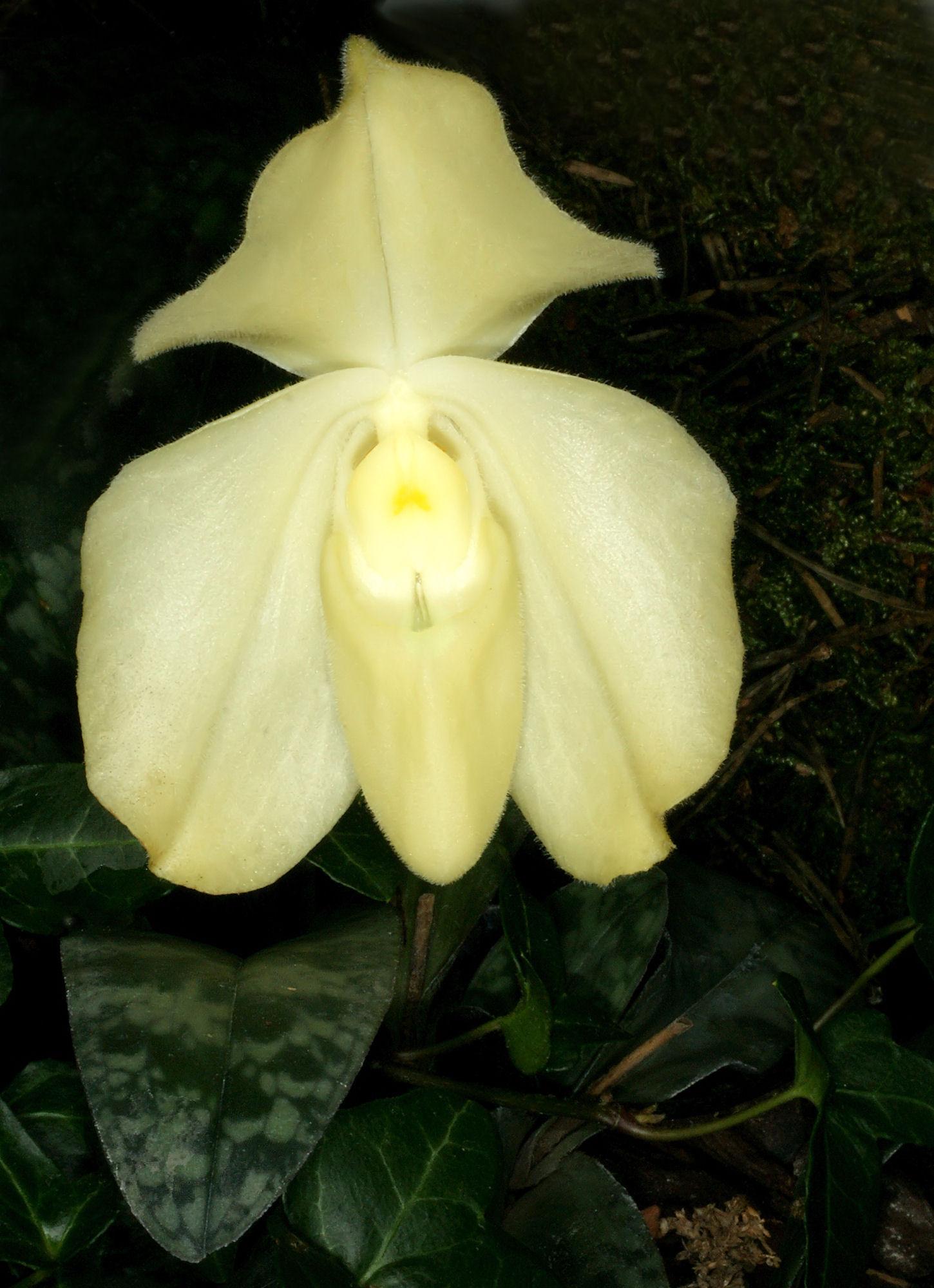
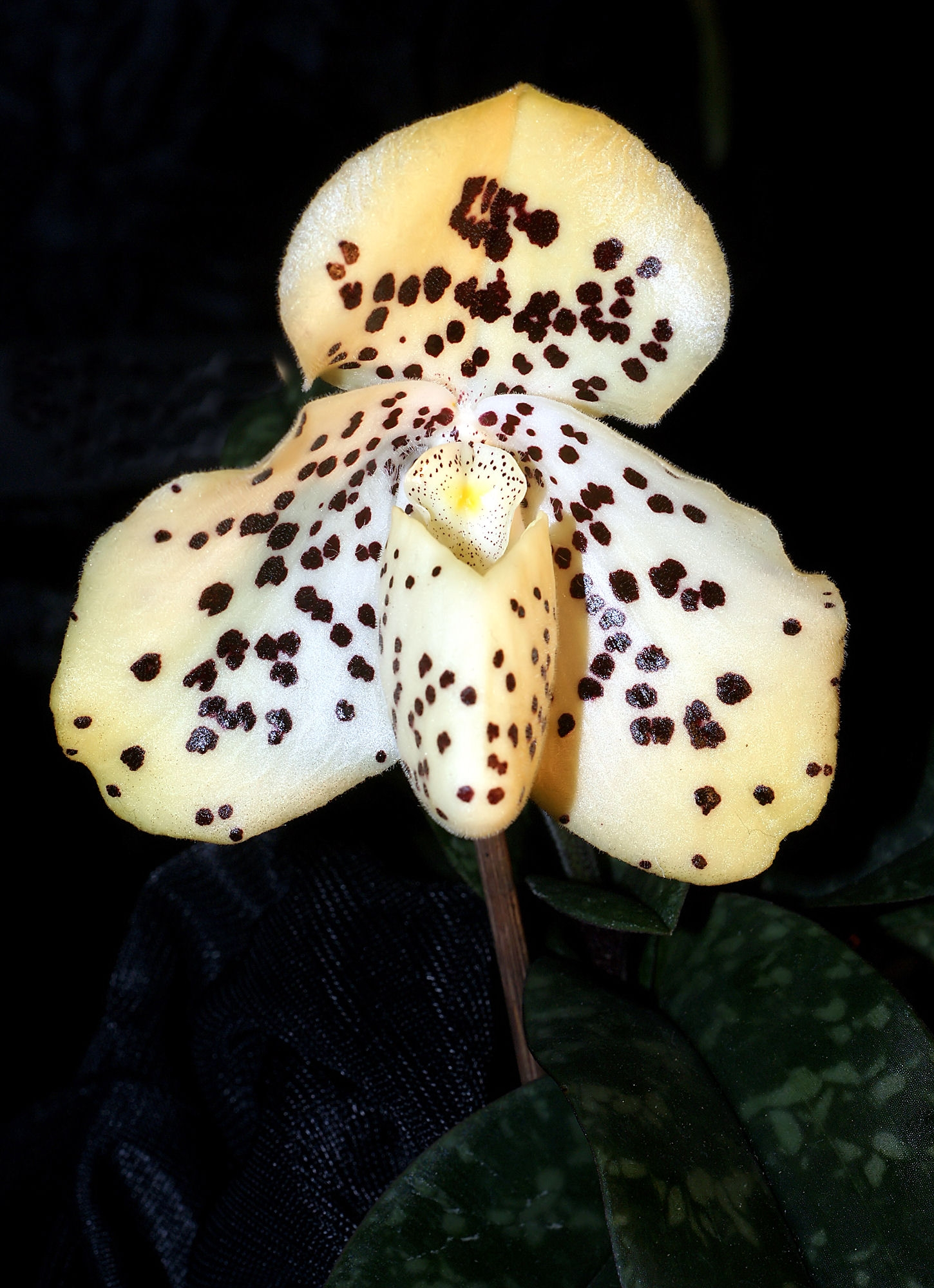
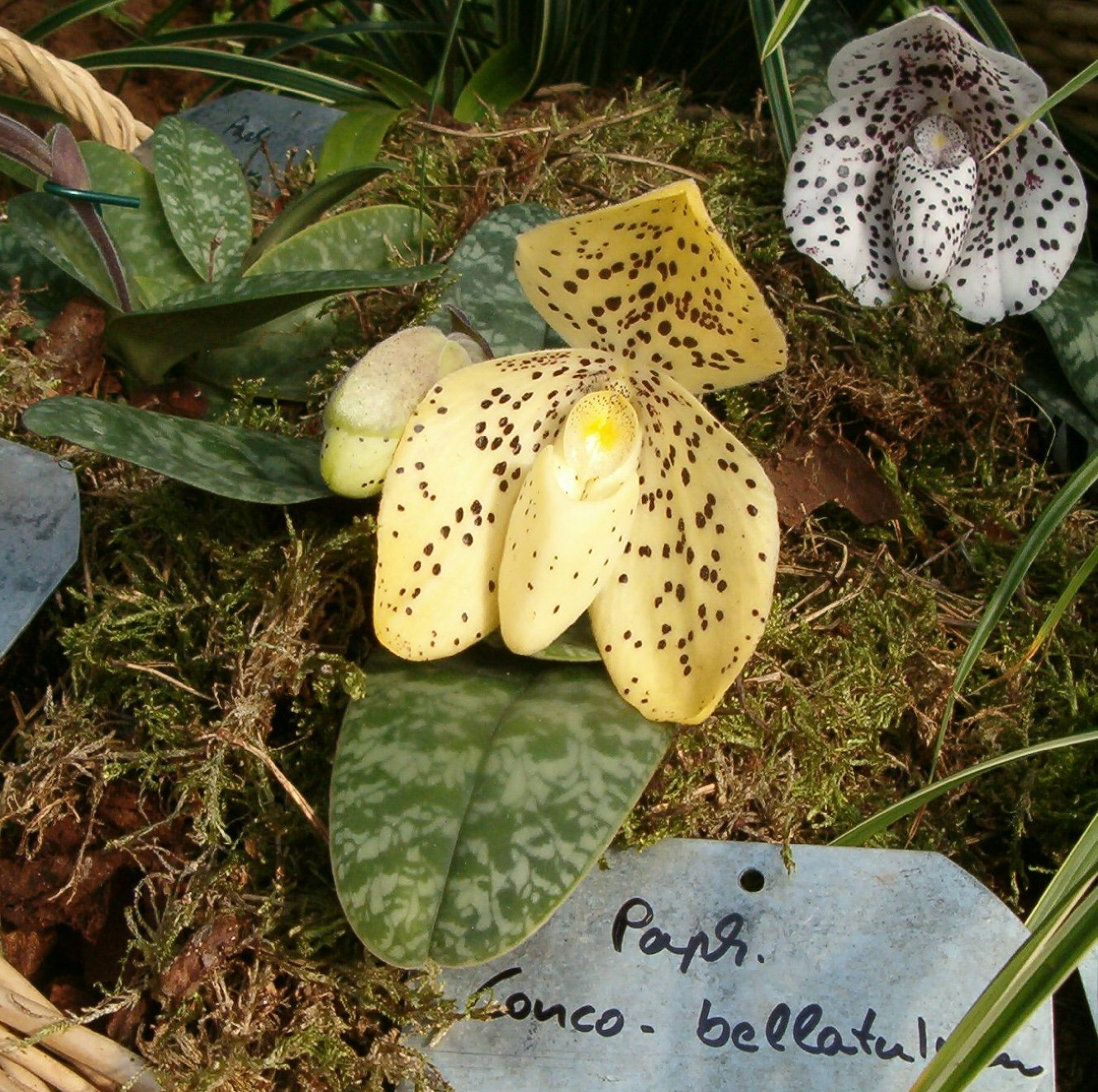